# Liste der Kulturgüter in Grône
Die Liste der Kulturgüter in Grône enthält alle Objekte in der Gemeinde Grône im Kanton Wallis, die gemäss der Haager Konvention zum Schutz von Kulturgut bei bewaffneten Konflikten, dem Bundesgesetz vom 20. Juni 2014 über den Schutz der Kulturgüter bei bewaffneten Konflikten sowie der Verordnung vom 29. Oktober 2014 über den Schutz der Kulturgüter bei bewaffneten Konflikten unter Schutz stehen.
Objekte der Kategorie A sind im Gemeindegebiet nicht ausgewiesen, Objekte der Kategorie B sind vollständig in der Liste enthalten, Objekte der Kategorie C fehlen zurzeit (Stand: 1. Januar 2023).

## Kulturgüter
| Foto | | Objekt | Kat. | Typ | Standort                                  | Beschreibung |
| ---- | --- | --- | ---- | --- | ----------------------------------------- | ------------ |
| ja   | Datei hochladen · Wikidata zu Château Morestel (Gemeindehaus) (Q29892197)                                            | Château Morestel (Gemeindehaus) / Château Morestel (maison de commune) KGS-Nr.: 06772                                                                                | B    | G   | Impasse Morestel 6 601435 / 122133        |              |
| BW   | Datei hochladen · Wikidata zu Sägewerk (Q29892199)                                                                   | Sägewerk / Scierie KGS-Nr.: 06773 | B    | G   | Loye, Chemin de Pranou 20 602893 / 121599 |              |
| BW   | Datei hochladen · Wikidata zu Refuge du Vallon de Réchy – Feen-Grotte, Ruinen der mittelalterlichen Burg (Q29892202) | Refuge du Vallon de Réchy – Feen-Grotte, Ruinen der mittelalterlichen Burg / Refuge du Vallon de Réchy – Grotte aux Fées, ruines du château médiévale KGS-Nr.: 06774 | B    | F   | Route du Bisse Morété 604669 / 121310     |              |